# Coris formosa
Coris formosa är en fiskart som först beskrevs av Bennett, 1830.  Coris formosa ingår i släktet Coris och familjen läppfiskar. IUCN kategoriserar arten globalt som livskraftig. Inga underarter finns listade i Catalogue of Life.